# Quatrième circonscription de Seine-et-Marne
La quatrième circonscription de Seine-et-Marne est représentée dans la XVIe législature par Julien Limongi, député Rassemblement national.

## Description géographique et démographique

### De 1958 à 1986
La quatrième circonscription de Seine-et-Marne est composée de :
- canton de Bray-sur-Seine
- canton de Donnemarie-en-Montois
- canton de La Ferté-Gaucher
- canton de Montereau-Fault-Yonne
- canton de Nangis
- canton de Provins
- canton de Rozay-en-Brie
- canton de Villiers-Saint-Georges

(réf. Journal officiel du 14-15 octobre 1958).

### De 1988 à 2012
La quatrième circonscription de Seine-et-Marne, la plus étendue de ce département, est centrée sur la ville de Provins. Elle regroupe les zones rurales de la Brie de l'est seine-et-marnais. Elle est composée des huit cantons ci-dessous :
- canton de Provins : 20 996  habitants ;
- canton de Nangis : 14 777 habitants ;
- canton de Bray-sur-Seine : 11 532 habitants ;
- canton de Donnemarie-Dontilly : 9 708 habitants ;
- canton de Villiers-Saint-Georges : 7 511 habitants ;
- canton de La Ferté-Gaucher : 13 880 habitants ;
- canton de Rebais : 12 262 habitants ;
- canton de Rozay-en-Brie : 22 693 habitants.

D'après les chiffres du recensement de 1999, la circonscription était alors peuplée de 103 651 habitants.
En 2012 la population est de 124 327 soit une augmentation de 20 %

## Description politique
Circonscription principalement rurale qui à première vue semble perpétuer un solide ancrage à droite avec l'élection de Christian Jacob au premier tour en 2007 succédant à Alain Peyrefitte lui même quasi constamment réélu depuis 1958. Toutefois le Front national ne cesse de progresser dans ce territoire. Ainsi le RN engrange une hausse de plus de 4 100 suffrages entre les scrutins respectifs de premier tour de 2017 et 2022, soit + 47,5% en 5 ans.
En 1981 le siège de député a été durant quelques mois entre les mains du socialiste Marc Fromion (élection invalidée par le Conseil Constitutionnel), court épisode qui constitue la seule parenthèse de gauche dans un continuum politique de droite sous la Ve République.

En 1988, le second tour donne le RPR gagnant à 57,52 % contre 43,47 % pour le PS.

En 1993, le second tour donne le RPR gagnant à 67,68 % contre 32,32 % pour le FN.

En 1997, une triangulaire au second tour donne le RPR gagnant à 44,21 % - 38,59%  pour le PS - 17,19% pour le FN.

En 2002, le second tour donne le RPR gagnant à 62,26 % (soit 26 108 voix) - 37,74%  Dominique  Binet (PS).

En 2007, Christian Jacob, (UMP) est réélu au premier tour avec 54,67 % des suffrages exprimés (soit 26 813 voix).
En 2012, Christian Jacob, (UMP) est réélu au second tour avec 59,26 % des suffrages exprimés (soit 27 215 voix) face à Célia Firmin (PS).
En 2017, Christian Jacob, (Les Républicains), est réélu au second tour avec 61,77 % des suffrages exprimés (soit 20 957 voix) face à  Emmanuel Marcadet (La République en marche).
En 2022, Isabelle Périgault Les Républicains), est élue au second tour avec 52,63 % des suffrages exprimés (soit 7 454 voix) face à Aymeric Durox (RN).

## Historique des résultats
| Législature | Début de mandat | Fin de mandat   | Député           | Parti politique | Observations |
| ----------- | --------------- | --------------- | ---------------- | --------------- | --- |
| VIIe        | 2 juillet 1981  | 3 décembre 1981 | Marc Fromion     | PS              | élection annulée par décision du Conseil Constitutionnel                                                                      |
| IXe         | 23 juin 1988    | 1er avril 1993  | Alain Peyrefitte | UMP             | |
| Xe          | 2 avril 1993    | 21 avril 1997   | Alain Peyrefitte | UMP             | Mandat écourté à la suite d'une dissolution parlementaire décidée par Jacques Chirac.                                         |
| XIe         | 12 juin 1997    | 18 juin 2002    | Christian Jacob  | UMP             | |
| XIIe        | 19 juin 2002    | 18 juillet 2002 | Christian Jacob  | UMP             | Nommé au gouvernement le 18 juillet 2002. Est remplacé par Ghislain Bray, son suppléant.                                      |
| XIIe        | 18 juillet 2002 | 19 juin 2007    | Ghislain Bray    | UMP             | Nommé au gouvernement le 18 juillet 2002. Est remplacé par Ghislain Bray, son suppléant.                                      |
| XIIIe       | 20 juin 2007    | 19 juin 2012    | Christian Jacob  | UMP             | |
| XIVe        | 20 juin 2012    | 20 juin 2017    | Christian Jacob  | UMP             | |
| XVe         | 21 juin 2017    | 21 juin 2022    | Christian Jacob  | LR              | Ne se représente pas lors des Législatives de juin 2022 en qualité de titulaire, mais est candidat remplaçant de la candidate |

## Résultats des élections

### Élections de 1958
| Candidat       | Candidat             | Parti          | Premier tour | Premier tour | Second tour | Second tour |  |
| Candidat       | Candidat             | Parti          | Voix         | %            | Voix        | %           |  |
| -------------- | -------------------- | -------------- | ------------ | ------------ | ----------- | ----------- |  |
|                | Alain Peyrefitte élu | UNR            | 15 283       | 37,55        | 26 064      | 66,16       |  |
|                | André Gautier        | PCF            | 9 099        | 22,36        | 11 044      | 28,03       |  |
|                | Antonin Chopin       | CNIP           | 5 231        | 12,85        | Retrait     | Retrait     |  |
|                | Lucien Bégouin       | Radsoc         | 4 987        | 12,25        | Retrait     | Retrait     |  |
|                | René Michon          | SFIO           | 2 577        | 6,33         | Retrait     | Retrait     |  |
|                | Robert Martin        | UFF            | 2 206        | 5,42         | 2 289       | 5,81        |  |
|                | André Suarnet        | Modérés        | 1 317        | 3,24         |             |             |  |
|                |                      |                |              |              |             |             |  |
| Inscrits       | Inscrits             | Inscrits       | 53 019       | 100,00       | 53 109      | 100,00      |  |
| Abstentions    | Abstentions          | Abstentions    | 11 237       | 21,19        | 12 455      | 23,45       |  |
| Votants        | Votants              | Votants        | 41 782       | 78,81        | 40 654      | 76,55       |  |
| Blancs et nuls | Blancs et nuls       | Blancs et nuls | 1 082        | 2,59         | 1 257       | 3,09        |  |
| Exprimés       | Exprimés             | Exprimés       | 40 700       | 97,41        | 39 397      | 96,91       |  |

Le suppléant d'Alain Peyrefitte était Michel Vincent, ancien déporté de la Résistance.

### Élections de 1962
|                | Alain Peyrefitte sortant réélu | UNR-UDT        | 23 376 | 61,42  |  |  |  |
|                | André Gautier                  | PCF            | 9 691  | 25,46  |  |  |  |
|                | Jacques Lebouc                 | Radsoc         | 4 990  | 13,11  |  |  |  |
|                |                                |                |        |        |  |  |  |
| Inscrits       | Inscrits                       | Inscrits       | 53 741 | 100,00 |  |  |  |
| Abstentions    | Abstentions                    | Abstentions    | 14 606 | 27,18  |  |  |  |
| Votants        | Votants                        | Votants        | 39 135 | 72,82  |  |  |  |
| Blancs et nuls | Blancs et nuls                 | Blancs et nuls | 1 078  | 2,75   |  |  |  |
| Exprimés       | Exprimés                       | Exprimés       | 38 057 | 97,25  |  |  |  |

Le suppléant d'Alain Peyrefitte était Roger Pezout, agriculteur-exploitant, maire de Montereau. Roger Pezout remplaça Alain Peyrefitte, nommé membre du gouvernement, du 7 janvier 1963 au 2 avril 1967.

### Élections de 1967
|                | Alain Peyrefitte sortant réélu | UD-Ve          | 26 699 | 58,51  |  |  |  |
|                | Jean Séjourné                  | PCF            | 9 526  | 20,87  |  |  |  |
|                | Guy de Carmoy                  | FGDS (SFIO)    | 6 873  | 15,06  |  |  |  |
|                | Philippe Luyt                  | Extrême droite | 2 536  | 5,56   |  |  |  |
|                |                                |                |        |        |  |  |  |
| Inscrits       | Inscrits                       | Inscrits       | 54 821 | 100,00 |  |  |  |
| Abstentions    | Abstentions                    | Abstentions    | 8 065  | 14,71  |  |  |  |
| Votants        | Votants                        | Votants        | 46 756 | 85,29  |  |  |  |
| Blancs et nuls | Blancs et nuls                 | Blancs et nuls | 1 122  | 2,4    |  |  |  |
| Exprimés       | Exprimés                       | Exprimés       | 45 634 | 97,6   |  |  |  |

Le suppléant d'Alain Peyrefitte était Roger Pezout, agriculteur-exploitant, maire de Montereau. Roger Pezout remplaça Alain Peyrefitte, nommé membre du gouvernement, du 8 mai 1967 au 30 mai 1968.

### Élections de 1968
|                | Alain Peyrefitte sortant réélu | UDR (URP)      | 25 754 | 57,18  |  |  |  |
|                | Jean Séjourné                  | PCF            | 9 452  | 20,98  |  |  |  |
|                | Pierre Vanlerenberghe          | FGDS (CIR)     | 3 965  | 8,8    |  |  |  |
|                | Jacques Duchemin               | CD (PDM)       | 3 871  | 8,59   |  |  |  |
|                | Pierre Ferrari                 | PSU            | 2 000  | 4,44   |  |  |  |
|                |                                |                |        |        |  |  |  |
| Inscrits       | Inscrits                       | Inscrits       | 55 518 | 100,00 |  |  |  |
| Abstentions    | Abstentions                    | Abstentions    | 9 722  | 17,51  |  |  |  |
| Votants        | Votants                        | Votants        | 45 796 | 82,49  |  |  |  |
| Blancs et nuls | Blancs et nuls                 | Blancs et nuls | 754    | 1,65   |  |  |  |
| Exprimés       | Exprimés                       | Exprimés       | 45 042 | 98,35  |  |  |  |

Le suppléant d'Alain Peyrefitte était Roger Pezout.

### Élections de 1973
| Candidat       | Candidat                       | Parti          | Premier tour | Premier tour | Second tour | Second tour |  |
| Candidat       | Candidat                       | Parti          | Voix         | %            | Voix        | %           |  |
| -------------- | ------------------------------ | -------------- | ------------ | ------------ | ----------- | ----------- |  |
|                | Alain Peyrefitte sortant réélu | UDR (URP)      | 24 166       | 48,09        | 28 189      | 58,3        |  |
|                | Jean Séjourné                  | PCF            | 12 014       | 23,91        | 20 162      | 41,7        |  |
|                | William Ankaoua                | PS (UGSD)      | 5 630        | 11,2         |             |             |  |
|                | Pierre Dulin                   | CD (MR)        | 4 814        | 9,58         |             |             |  |
|                | Bernard Langlois               | PSU            | 1 977        | 3,93         |             |             |  |
|                | Michel Leroy                   | LO             | 1 653        | 3,29         |             |             |  |
|                |                                |                |              |              |             |             |  |
| Inscrits       | Inscrits                       | Inscrits       | 61 342       | 100,00       | 61 291      | 100,00      |  |
| Abstentions    | Abstentions                    | Abstentions    | 10 107       | 16,48        | 10 789      | 17,6        |  |
| Votants        | Votants                        | Votants        | 51 235       | 83,52        | 50 502      | 82,4        |  |
| Blancs et nuls | Blancs et nuls                 | Blancs et nuls | 981          | 1,91         | 2 151       | 4,26        |  |
| Exprimés       | Exprimés                       | Exprimés       | 50 254       | 98,09        | 48 351      | 95,74       |  |

Le suppléant d'Alain Peyrefitte était Étienne Pinte, chargé de mission au Commissariat général au Tourisme. Étienne Pinte remplaça Alain Peyrefitte, nommé membre du gouvernement, du 6 mai 1973 au 2 avril 1978.

### Élections de 1978
|                | Alain Peyrefitte sortant réélu | RPR            | 30 941 | 52,34  |  |  |  |
|                | José Alvarez                   | PCF            | 14 350 | 24,27  |  |  |  |
|                | Michel Scarbonchi              | MRG            | 10 066 | 17,03  |  |  |  |
|                | Jacques Blache                 | FRP            | 1 525  | 2,58   |  |  |  |
|                | Michel Amiot                   | LO             | 1 475  | 2,5    |  |  |  |
|                | Pierre Henry                   | PSU (FA)       | 759    | 1,28   |  |  |  |
|                |                                |                |        |        |  |  |  |
| Inscrits       | Inscrits                       | Inscrits       | 72 608 | 100,00 |  |  |  |
| Abstentions    | Abstentions                    | Abstentions    | 12 262 | 16,89  |  |  |  |
| Votants        | Votants                        | Votants        | 60 346 | 83,11  |  |  |  |
| Blancs et nuls | Blancs et nuls                 | Blancs et nuls | 1 230  | 2,04   |  |  |  |
| Exprimés       | Exprimés                       | Exprimés       | 59 116 | 97,96  |  |  |  |

Le suppléant d'Alain Peyrefitte était Claude Eymard-Duvernay, médecin généraliste à Montereau. Claude Eymard-Duvernay remplaça Alain Peyrefitte, nommé membre du gouvernement, du 6 mai 1978 au 22 mai 1981.

### Élections de 1981
| Candidat       | Candidat                 | Parti          | Premier tour | Premier tour | Second tour | Second tour |  |
| Candidat       | Candidat                 | Parti          | Voix         | %            | Voix        | %           |  |
| -------------- | ------------------------ | -------------- | ------------ | ------------ | ----------- | ----------- |  |
|                | Alain Peyrefitte sortant | RPR (UNM)      | 26 523       | 48,02        | 29 576      | 49,85       |  |
|                | Marc Fromion élu         | PS             | 15 875       | 28,74        | 29 759      | 50,15       |  |
|                | José Alvarez             | PCF            | 9 615        | 17,41        | Retrait     | Retrait     |  |
|                | Jacques Blache           | FRP            | 1 291        | 2,34         |             |             |  |
|                | Michel Scarbonchi        | MRG            | 1 176        | 2,13         |             |             |  |
|                | Chantal Cauquil          | LO             | 749          | 1,36         |             |             |  |
|                |                          |                |              |              |             |             |  |
| Inscrits       | Inscrits                 | Inscrits       | 75 083       | 100,00       | 75 059      | 100,00      |  |
| Abstentions    | Abstentions              | Abstentions    | 19 100       | 25,44        | 14 801      | 19,72       |  |
| Votants        | Votants                  | Votants        | 55 983       | 74,56        | 60 258      | 80,28       |  |
| Blancs et nuls | Blancs et nuls           | Blancs et nuls | 754          | 1,35         | 923         | 1,53        |  |
| Exprimés       | Exprimés                 | Exprimés       | 55 229       | 98,65        | 59 335      | 98,47       |  |

Le suppléant de Marc Fromion était Jean Lubet, maire adjoint de Montereau.

### Élection partielle du 11 et du 18 janvier 1982
Les élections de juin 1981 sont invalidées le 3 décembre 1981 par le Conseil constitutionnel. La haute institution a établi qu'au cours de la journée du samedi 20 juin la radio France Inter et les trois chaînes nationales de télévision ont diffusé dans leurs bulletins d'information des propos ayant pu altérer la sincérité du scrutin.
Le premier ministre Pierre Mauroy était en effet venu à Nanteuil prononcer un discours lors d'une réunion électorale. Alain Peyrefitte et 400 de ses militants ayant envahi la salle où devait se tenir la réunion, Pierre Mauroy avait alors vivement critiqué Alain Peyreffite auprès des journalistes présents sur place. Ce dernier n'avait alors pas eu le moyen de répondre aux propos de Pierre Mauroy dans des conditions similaires.

Le Conseil constitutionnel ajoute: 

« Eu égard au faible écart de voix séparant le candidat proclamé élu de M. Alain Peyrefitte, les circonstances, qui ont ainsi affecté le dernier jour de la campagne électorale, ont pu exercer une influence suffisante pour modifier le résultat du scrutin. »

|                | Alain Peyrefitte élu | RPR                       | 28 532 | 54,48  |  |  |  |
|                | Marc Fromion sortant | PS                        | 22 151 | 42,29  |  |  |  |
|                | Robert Laugier       | Divers écologiste         | 925    | 1,77   |  |  |  |
|                | Jean-François Jalkh  | FN                        | 451    | 0,86   |  |  |  |
|                | Maurice Battais      | Divers droite (Gaulliste) | 325    | 0,62   |  |  |  |
|                |                      |                           |        |        |  |  |  |
| Inscrits       | Inscrits             | Inscrits                  | 75 237 | 100,00 |  |  |  |
| Abstentions    | Abstentions          | Abstentions               | 22 052 | 29,31  |  |  |  |
| Votants        | Votants              | Votants                   | 53 185 | 70,69  |  |  |  |
| Blancs et nuls | Blancs et nuls       | Blancs et nuls            | 801    | 1,51   |  |  |  |
| Exprimés       | Exprimés             | Exprimés                  | 52 384 | 98,49  |  |  |  |

Le suppléant d'Alain Peyrefitte était Claude Eymard-Duvernay, conseiller municipal de Montereau-Fault-Yonne.

### Élections de 1988
| Candidat       | Candidat                       | Parti          | Premier tour | Premier tour | Second tour | Second tour |  |
| Candidat       | Candidat                       | Parti          | Voix         | %            | Voix        | %           |  |
| -------------- | ------------------------------ | -------------- | ------------ | ------------ | ----------- | ----------- |  |
|                | Alain Peyrefitte sortant réélu | RPR (URC)      | 21 859       | 48,62        | 26 856      | 57,53       |  |
|                | Marc Fromion                   | PS             | 12 417       | 27,62        | 19 823      | 42,47       |  |
|                | Claude Pasquier                | PCF            | 5 711        | 12,7         |             |             |  |
|                | Laurence Rodella               | FN             | 4 969        | 11,05        |             |             |  |
|                |                                |                |              |              |             |             |  |
| Inscrits       | Inscrits                       | Inscrits       | 67 078       | 100,00       | 67 045      | 100,00      |  |
| Abstentions    | Abstentions                    | Abstentions    | 21 357       | 31,84        | 19 174      | 28,6        |  |
| Votants        | Votants                        | Votants        | 45 721       | 68,16        | 47 871      | 71,4        |  |
| Blancs et nuls | Blancs et nuls                 | Blancs et nuls | 765          | 1,67         | 1 192       | 2,49        |  |
| Exprimés       | Exprimés                       | Exprimés       | 44 956       | 98,33        | 46 679      | 97,51       |  |

La suppléante d'Alain Peyrefitte était Anne-Marie Schaffner, première adjointe au maire de Fontenay-Trésigny, conseillère générale du canton de Rozay-en-Brie.

### Élections de 1993
| Candidat       | Candidat                       | Parti          | Premier tour | Premier tour | Second tour | Second tour |  |
| Candidat       | Candidat                       | Parti          | Voix         | %            | Voix        | %           |  |
| -------------- | ------------------------------ | -------------- | ------------ | ------------ | ----------- | ----------- |  |
|                | Alain Peyrefitte sortant réélu | RPR (UPF)      | 21 996       | 46,82        | 25 609      | 67,68       |  |
|                | Jacques Gérard                 | FN             | 8 366        | 17,81        | 12 232      | 32,32       |  |
|                | Philippe Darriulat             | PS (ADFP)      | 6 752        | 14,37        |             |             |  |
|                | Simone Jérome                  | PCF            | 4 057        | 8,64         |             |             |  |
|                | Joël Savry                     | Les Verts (EÉ) | 3 776        | 8,04         |             |             |  |
|                | Jean Amato                     | LT-LNÉ         | 2 031        | 4,32         |             |             |  |
|                | François Coustal               | LCR            | 0            | 0            |             |             |  |
|                |                                |                |              |              |             |             |  |
| Inscrits       | Inscrits                       | Inscrits       | 70 935       | 100,00       | 70 931      | 100,00      |  |
| Abstentions    | Abstentions                    | Abstentions    | 21 561       | 30,4         | 25 419      | 35,84       |  |
| Votants        | Votants                        | Votants        | 49 374       | 69,6         | 45 512      | 64,16       |  |
| Blancs et nuls | Blancs et nuls                 | Blancs et nuls | 2 396        | 4,85         | 7 671       | 16,85       |  |
| Exprimés       | Exprimés                       | Exprimés       | 46 978       | 95,15        | 37 841      | 83,15       |  |

La suppléante d'Alain Peyrefitte était Anne-Marie Schaffner.
Alain Peyrefitte est élu sénateur le 24 septembre 1995.

### Élection partielle du 3 et du 10 décembre 1995
| Candidat       | Candidat            | Parti          | Premier tour | Premier tour | Second tour | Second tour |  |
| Candidat       | Candidat            | Parti          | Voix         | %            | Voix        | %           |  |
| -------------- | ------------------- | -------------- | ------------ | ------------ | ----------- | ----------- |  |
|                | Christian Jacob élu | RPR            | 7 747        | 27,22        | 13 594      | 57,10       |  |
|                | Jacques Gérard      | FN             | 6 999        | 24,59        | 10 213      | 42,89       |  |
|                | Dominique Binet     | PS             | 5 190        | 18,23        |             |             |  |
|                | Claude Pasquier     | PCF            | 4 530        | 15,91        |             |             |  |
|                | Jacques Ballot      | Divers droite  | 2 671        | 9,38         |             |             |  |
|                | Laurence Viguet     | LO             | 679          | 2,38         |             |             |  |
|                | Joël Savry          | Les Verts      | 644          | 2,26         |             |             |  |
|                |                     |                |              |              |             |             |  |
| Inscrits       | Inscrits            | Inscrits       | 72 620       | 100,00       | 72 619      | 100,00      |  |
| Abstentions    | Abstentions         | Abstentions    | 43 259       | 59,57        | 45 050      | 62,04       |  |
| Votants        | Votants             | Votants        | 29 361       | 40,43        | 27 569      | 37,96       |  |
| Blancs et nuls | Blancs et nuls      | Blancs et nuls | 721          | 2,46         | 3 762       | 13,65       |  |
| Exprimés       | Exprimés            | Exprimés       | 28 640       | 97,54        | 23 807      | 86,35       |  |

### Élections de 1997
| Candidat       | Candidat                      | Parti             | Premier tour | Premier tour | Second tour | Second tour |  |
| Candidat       | Candidat                      | Parti             | Voix         | %            | Voix        | %           |  |
| -------------- | ----------------------------- | ----------------- | ------------ | ------------ | ----------- | ----------- |  |
|                | Christian Jacob sortant réélu | RPR               | 16 571       | 33,94        | 22 524      | 44,22       |  |
|                | Jacques Gérard                | FN                | 10 569       | 22,84        | 8 757       | 17,19       |  |
|                | Dominique Binet               | PS                | 10 031       | 21,67        | 19 656      | 38,59       |  |
|                | Yves Rouveyre                 | PCF               | 4 371        | 9,44         |             |             |  |
|                | Jacques Durrande              | LDI (MPF)         | 1 889        | 4,08         |             |             |  |
|                | François Bouygues             | GÉ                | 1 671        | 3,61         |             |             |  |
|                | Didier Sambourg               | Divers droite     | 1 187        | 2,56         |             |             |  |
|                | Françoise Cottin              | PT                | 1 169        | 2,53         |             |             |  |
|                | Philippe Acloque              | Divers écologiste | 791          | 1,71         |             |             |  |
|                | Frédéric Paquin               | Divers gauche     | 458          | 0,99         |             |             |  |
|                | Manuel-Benjamin Gonçalves     | Divers            | 128          | 0,3          |             |             |  |
|                |                               |                   |              |              |             |             |  |
| Inscrits       | Inscrits                      | Inscrits          | 72 174       | 100,00       | 72 165      | 100,00      |  |
| Abstentions    | Abstentions                   | Abstentions       | 23 540       | 32,62        | 19 518      | 27,05       |  |
| Votants        | Votants                       | Votants           | 48 634       | 67,38        | 52 647      | 72,95       |  |
| Blancs et nuls | Blancs et nuls                | Blancs et nuls    | 2 350        | 4,83         | 1 710       | 3,25        |  |
| Exprimés       | Exprimés                      | Exprimés          | 46 284       | 95,17        | 50 937      | 96,75       |  |

Le suppléant de Christian Jacob était Ghislain Bray, professeur de lycée, maire adjoint de Provins.

### Élections de 2002
| Candidat       | Candidat                      | Parti          | Premier tour | Premier tour | Second tour | Second tour |  |
| Candidat       | Candidat                      | Parti          | Voix         | %            | Voix        | %           |  |
| -------------- | ----------------------------- | -------------- | ------------ | ------------ | ----------- | ----------- |  |
|                | Christian Jacob sortant réélu | UMP            | 20 913       | 43,99        | 26 108      | 62,26       |  |
|                | Dominique Binet               | PS             | 10 320       | 21,71        | 15 828      | 37,74       |  |
|                | Alain Bruneau                 | FN             | 8 156        | 17,15        |             |             |  |
|                | Simone Jérome                 | PCF            | 1 999        | 4,2          |             |             |  |
|                | Claudine Foy                  | Les Verts      | 1 439        | 3,03         |             |             |  |
|                | Gérard Carrasco               | MÉI            | 932          | 1,96         |             |             |  |
|                | Claude Duverne                | CPNT           | 860          | 1,81         |             |             |  |
|                | Jacques Gérard                | MNR            | 728          | 1,53         |             |             |  |
|                | Serge Franceschina            | LO             | 677          | 1,42         |             |             |  |
|                | Françoise Cottin              | PT             | 579          | 1,22         |             |             |  |
|                | Martine Bécherel              | MPF            | 497          | 1,05         |             |             |  |
|                | Christophe Aubry              | Divers         | 445          | 0,94         |             |             |  |
|                | Jacqueline Cachia             | GÉ             | 0            | 0            |             |             |  |
|                |                               |                |              |              |             |             |  |
| Inscrits       | Inscrits                      | Inscrits       | 76 549       | 100,00       | 76 481      | 100,00      |  |
| Abstentions    | Abstentions                   | Abstentions    | 27 999       | 36,58        | 32 456      | 42,44       |  |
| Votants        | Votants                       | Votants        | 48 550       | 63,42        | 44 025      | 57,56       |  |
| Blancs et nuls | Blancs et nuls                | Blancs et nuls | 1 005        | 2,07         | 2 089       | 4,75        |  |
| Exprimés       | Exprimés                      | Exprimés       | 47 545       | 97,93        | 41 936      | 95,25       |  |

Le suppléant de Christian Jacob était Ghislain Bray. Ghislain Bray remplaça Christian Jacob, nommé membre du gouvernement, du 19 juillet 2002 au 19 juin 2007.

### Élections de 2007
|                | Christian Jacob sortant réélu | UMP            | 26 813 | 54,67  |  |  |  |
|                | Serge Rossière-Rollin         | PS             | 9 236  | 18,83  |  |  |  |
|                | Jacques Benoit                | UDF–MoDem      | 3 275  | 6,68   |  |  |  |
|                | Pascal Aberlen                | FN             | 3 024  | 6,17   |  |  |  |
|                | Simone Jérome                 | PCF            | 1 739  | 3,55   |  |  |  |
|                | Stéphane Ferrari              | Les Verts      | 1 470  | 3      |  |  |  |
|                | Nadine Thiant                 | LCR            | 1 158  | 2,36   |  |  |  |
|                | Alain Landry                  | CPNT           | 737    | 1,5    |  |  |  |
|                | Marie-Christine Van Kempen    | MPF            | 563    | 1,15   |  |  |  |
|                | Serge Franceschina            | LO             | 370    | 0,75   |  |  |  |
|                | Albert Collet                 | MNR            | 330    | 0,67   |  |  |  |
|                | Armelle Anazonwu              | Divers         | 326    | 0,66   |  |  |  |
|                |                               |                |        |        |  |  |  |
| Inscrits       | Inscrits                      | Inscrits       | 82 179 | 100,00 |  |  |  |
| Abstentions    | Abstentions                   | Abstentions    | 32 371 | 39,39  |  |  |  |
| Votants        | Votants                       | Votants        | 49 808 | 60,61  |  |  |  |
| Blancs et nuls | Blancs et nuls                | Blancs et nuls | 767    | 1,54   |  |  |  |
| Exprimés       | Exprimés                      | Exprimés       | 49 041 | 98,46  |  |  |  |

### Élections de 2012
| Candidat       | Candidat                      | Parti          | Premier tour | Premier tour | Second tour | Second tour |  |
| Candidat       | Candidat                      | Parti          | Voix         | %            | Voix        | %           |  |
| -------------- | ----------------------------- | -------------- | ------------ | ------------ | ----------- | ----------- |  |
|                | Christian Jacob sortant réélu | UMP            | 21 420       | 43,44        | 27 215      | 59,26       |  |
|                | Célia Firmin                  | PS             | 13 875       | 28,14        | 18 707      | 40,74       |  |
|                | Pascal Aberlen                | FN             | 9 084        | 18,42        |             |             |  |
|                | Martine Marchand              | FG (PCF)       | 2 322        | 4,71         |             |             |  |
|                | Thierry Vallée                | MoDem          | 626          | 1,27         |             |             |  |
|                | Frédéric Chapelant            | AÉI            | 572          | 1,16         |             |             |  |
|                | Françoise Goudouneix          | DLR            | 432          | 0,88         |             |             |  |
|                | Françoise Cottin              | POI            | 316          | 0,64         |             |             |  |
|                | Jonathan Lachaize             | Divers         | 291          | 0,59         |             |             |  |
|                | Cosme Dansou                  | LO             | 278          | 0,56         |             |             |  |
|                | Anthony Whitney               | SÉGA           | 90           | 0,18         |             |             |  |
|                |                               |                |              |              |             |             |  |
| Inscrits       | Inscrits                      | Inscrits       | 85 125       | 100,00       | 85 120      | 100,00      |  |
| Abstentions    | Abstentions                   | Abstentions    | 35 141       | 41,28        | 37 732      | 44,33       |  |
| Votants        | Votants                       | Votants        | 49 984       | 58,72        | 47 388      | 55,67       |  |
| Blancs et nuls | Blancs et nuls                | Blancs et nuls | 678          | 1,36         | 1 466       | 3,09        |  |
| Exprimés       | Exprimés                      | Exprimés       | 49 306       | 98,64        | 45 922      | 96,91       |  |

### Élections de 2017
|                                                                                  |                                                                                          |                           |                           |                          |                          |
|                                                                                  |                                                                                          | Premier tour 11 juin 2017 | Premier tour 11 juin 2017 | Second tour 18 juin 2017 | Second tour 18 juin 2017 |
|                                                                                  |                                                                                          |                           |                           |                          |                          |
|                                                                                  |                                                                                          | Nombre                    | % des inscrits            | Nombre                   | % des inscrits           |
| Inscrits                                                                         | Inscrits                                                                                 | 87 942                    | 100,00                    | 87 944                   | 100,00                   |
| Abstentions                                                                      | Abstentions                                                                              | 44 740                    | 50,87                     | 50 509                   | 57,43                    |
| Votants                                                                          | Votants                                                                                  | 43 202                    | 49,13                     | 37 435                   | 42,57                    |
|                                                                                  |                                                                                          |                           | % des votants             |                          | % des votants            |
| Bulletins blancs                                                                 | Bulletins blancs                                                                         | 574                       | 1,33                      | 2 489                    | 6,65                     |
| Bulletins nuls                                                                   | Bulletins nuls                                                                           | 235                       | 0,54                      | 1 016                    | 2,71                     |
| Suffrages exprimés                                                               | Suffrages exprimés                                                                       | 42 393                    | 98,13                     | 33 930                   | 90,64                    |
|                                                                                  |                                                                                          |                           |                           |                          |                          |
| Candidat Étiquette politique (partis et alliances)                               | Candidat Étiquette politique (partis et alliances)                                       | Voix                      | % des exprimés            | Voix                     | % des exprimés           |
|                                                                                  |                                                                                          |                           |                           |                          |                          |
|                                                                                  | Christian Jacob (député sortant) Les Républicains (Union des démocrates et indépendants) | 13 743                    | 32,42                     | 20 957                   | 61,77                    |
|                                                                                  | Emmanuel Marcadet La République en marche                                                | 11 045                    | 26,05                     | 12 973                   | 38,23                    |
|                                                                                  | Pierre Cherrier Front national                                                           | 8 636                     | 20,37                     |                          |                          |
|                                                                                  | Julie Garnier-Martinez La France insoumise                                               | 4 504                     | 10,62                     |                          |                          |
|                                                                                  | Olivier Husson Parti socialiste                                                          | 1 390                     | 3,28                      |                          |                          |
|                                                                                  | Quentin Picquenot Europe Écologie Les Verts                                              | 1 147                     | 2,71                      |                          |                          |
|                                                                                  | Guy François Debout la France                                                            | 719                       | 1,70                      |                          |                          |
|                                                                                  | Christian Nail Parti communiste français                                                 | 675                       | 1,59                      |                          |                          |
|                                                                                  | Jean-Yves Gaudey Lutte ouvrière                                                          | 306                       | 0,72                      |                          |                          |
|                                                                                  | Nathalie Brillaut Divers (Union populaire républicaine)                                  | 228                       | 0,54                      |                          |                          |
| Source : Ministère de l'Intérieur - Quatrième circonscription de Seine-et-Marne. |                                                                                          |                           |                           |                          |                          |

### Élections de 2022
|                                                                                  |                                                        |                           |                           |                          |                          |
|                                                                                  |                                                        | Premier tour 12 juin 2022 | Premier tour 12 juin 2022 | Second tour 19 juin 2022 | Second tour 19 juin 2022 |
|                                                                                  |                                                        |                           |                           |                          |                          |
|                                                                                  |                                                        | Nombre                    | % des inscrits            | Nombre                   | % des inscrits           |
| Inscrits                                                                         | Inscrits                                               | 88 822                    | 100                       | 88 843                   | 100                      |
| Abstentions                                                                      | Abstentions                                            | 46 550                    | 52,41                     | 48 884                   | 55,02                    |
| Votants                                                                          | Votants                                                | 42 272                    | 47,59                     | 39 959                   | 44,98                    |
|                                                                                  |                                                        |                           | % des votants             |                          | % des votants            |
| Bulletins blancs                                                                 | Bulletins blancs                                       | 594                       | 1,41                      | 2 426                    | 6,07                     |
| Bulletins nuls                                                                   | Bulletins nuls                                         | 213                       | 0,50                      | 660                      | 1,65                     |
| Suffrages exprimés                                                               | Suffrages exprimés                                     | 41 465                    | 98,09                     | 36 873                   | 92,28                    |
|                                                                                  |                                                        |                           |                           |                          |                          |
| Candidat Étiquette politique (partis et alliances)                               | Candidat Étiquette politique (partis et alliances)     | Voix                      | % des exprimés            | Voix                     | % des exprimés           |
|                                                                                  |                                                        |                           |                           |                          |                          |
|                                                                                  | Aymeric Durox Rassemblement national                   | 12 742                    | 30,73                     | 18 007                   | 48,84                    |
|                                                                                  | Isabelle Périgault Les Républicains (UDC)              | 9 007                     | 21,72                     | 18 866                   | 51,16                    |
|                                                                                  | Mathieu Garnier La France insoumise (NUPES)            | 8 394                     | 20,24                     |                          |                          |
|                                                                                  | Jean-Philippe Delvaux Ensemble                         | 6 953                     | 16,77                     |                          |                          |
|                                                                                  | Frédéric Venant Reconquête !                           | 1 786                     | 4,31                      |                          |                          |
|                                                                                  | Gabrielle Huot Parti animaliste                        | 963                       | 2,32                      |                          |                          |
|                                                                                  | Cécile Chabraud Droite souverainiste                   | 733                       | 1,77                      |                          |                          |
|                                                                                  | François Cottin Parti ouvrier indépendant démocratique | 429                       | 1,03                      |                          |                          |
|                                                                                  | Jean-Yves Gaudey Lutte ouvrière                        | 374                       | 0,90                      |                          |                          |
|                                                                                  | Audrey-Roseline Rousset Divers droite                  | 84                        | 0,20                      |                          |                          |
|                                                                                  | Djamila Merzoud Aïssaoui Parti radical de gauche       | 0                         | 0,00                      |                          |                          |
| Source : Ministère de l'Intérieur - Quatrième circonscription de Seine-et-Marne. |                                                        |                           |                           |                          |                          |

### Élections de 2024
| Candidats                | Candidats                | Parti et coalition       | Nuance                   | Premier tour | Premier tour | Second tour | Second tour |
| Candidats                | Candidats                | Parti et coalition       | Nuance                   | Voix         | %            | Voix        | %           |
| ------------------------ | ------------------------ | ------------------------ | ------------------------ | ------------ | ------------ | ----------- | ----------- |
|                          | Julien Limongi           | RN                       | RN                       | 27 316       | 47,64        | 29 118      | 51,70       |
|                          | Isabelle Périgault       | LR                       | LR                       | 16 060       | 28,01        | 27 203      | 48,30       |
|                          | Mathieu Garnier,         | LFI (NFP)                | UG                       | 11 986       | 20,90        | Retrait     | Retrait     |
|                          | Jean-Yves Gaudey         | LO                       | EXG                      | 1 070        | 1,87         |             |             |
|                          | Nicolas Fauveau          | REC                      | REC                      | 907          | 1,58         |             |             |
|                          |                          |                          |                          |              |              |             |             |
| Votes valides            | Votes valides            | Votes valides            | Votes valides            | 57 340       | 97,32        | 56 321      | 96,03       |
| Votes blancs             | Votes blancs             | Votes blancs             | Votes blancs             | 1 178        | 2,00         | 1751        | 2,99        |
| Votes nuls               | Votes nuls               | Votes nuls               | Votes nuls               | 400          | 0,68         | 579         | 0,99        |
| Total                    | Total                    | Total                    | Total                    | 58 917       | 100          | 58 651      | 100         |
| Abstention               | Abstention               | Abstention               | Abstention               | 29 780       | 33,57        | 30 604      | 33,89       |
| Inscrits / participation | Inscrits / participation | Inscrits / participation | Inscrits / participation | 88 697       | 66,43        | 88 715      | 66,11       |